# 國標充電標準
國標充電標準（GB/T charging standard）是中華人民共和國一系列針對電動車輛交流充電以及直流快速充電的国家标准，主要是在GB/T 20234標準中，最新版本是在2015年由中国国家标准化管理委员会修訂。

## 簡介
國標充電標準可以和国际汽车工程师学会（SAE）、国际电工委员会（IEC）、國際標準化組織（ISO）中有關電動車充電介電的通用要求、物理需求及信號需求對應。
- GB/T 18487提供傳導充電系統的通用要求，可以對應IEC 61851（英语：IEC 61851）[1]。
- GB/T 20234提供連接器的物理要求及信號要求，對應IEC 62196（英语：IEC 62196）及SAE J1772[1]。
- GB/T 27930提供通訊要求，對應ISO 15118和SAE J1772[1]。

### 標準列表
以下五份國標標準已在2015年12月28日改版：
1. GB/T 18487.1—2015 电动汽车传导充电用连接装置 第1部分：通用要求
2. GB/T 20234.1—2015 电动汽车传导充电用连接装置 第1部分：通用要求
3. GB/T 20234.1—2015 电动汽车传导充电用连接装置 第2部分：交流充电接口
4. GB/T 20234.1—2015 电动汽车传导充电用连接装置 第3部分：直流充电接口
5. GB/T 27930—2015 电动汽车非车载传导式充电机与电池管理系统之间的通信协议

## 充電介面
此處說明充電介面上常見的用語：

充電介面示意圖

- 插座（Socket outlet）是指充電樁上的實體介面。
- 插頭（Plug）是指充電線上對接充電樁上插座的部份。
- 連接器（Connector）是在充電線的另一端，對接電動車端連接口的部份。
- 車輛接口（Vehicle inlet）是電動車上的實體介面。

有些充電介面的充電線是連接在充電樁上，這種介面就沒有充電樁上的插座，以及充電線上的插頭。

### 充電模式
GB/T 20234.1定電了三種不同的充電模式：
| 充電模式 | 耦合器種類    | 額定電壓          | 額定電流 | 最大功率 |
| -------- | ------------- | ----------------- | -------- | -------- |
| 模式2    | AC（20234.2） | 250 V AC          | 10 A     | 27.7 kW  |
| 模式2    | AC（20234.2） | 250 V AC          | 16 A     | 27.7 kW  |
| 模式2    | AC（20234.2） | 250 V AC          | 32 A     | 27.7 kW  |
| 模式3    | AC（20234.2） | 440 V AC          | 16 A     | 27.7 kW  |
| 模式3    | AC（20234.2） | 440 V AC          | 32 A     | 27.7 kW  |
| 模式3    | AC（20234.2） | 440 V AC          | 63 A     | 27.7 kW  |
| 模式4    | DC（20234.3） | 750 V / 1000 V DC | 80 A     | 250 kW   |
| 模式4    | DC（20234.3） | 750 V / 1000 V DC | 125 A    | 250 kW   |
| 模式4    | DC（20234.3） | 750 V / 1000 V DC | 200 A    | 250 kW   |
| 模式4    | DC（20234.3） | 750 V / 1000 V DC | 250 A    | 250 kW   |

### 交流充電
AC充電標準GB/T 20234.2的連接器介面類似IEC 62196 Type 2，但在信號和組態有些差異。二者在充電樁上的插座都是母頭，對應的插頭都是公頭，而GB/T 20234.2的車輛接口是母頭，對應的連接器是公頭，相反的，IEC 62196 Type 2的車輛接口是公頭，對應的連接器是母頭，此外，GB/T 20234.2的信號是CC/CP（充電確認及控制導引），和IEC 62196 Type 2的PP/CP（接近導引及控制導引）不同。
GB/T 20234.2在模式2可以用250 V單相交流電充電，最大功率8 kW，模式3可以用440 V單相交流電充電，最大功率27.7 kW。模式2的最大電流可以是10/16/32A，模式3的最大電流則是16/32/63A。GB/T 20234.2的連接器可以提供三相交流電，但目前仍只限制在單相交流電。
一般來說，充電速度會受到車上的車載充電器（OBC）功率所限制．車載充電器是將交流電轉換為直流電的設備，通常功率不會超過11kW。

### 直流快速充電
直流快速充電標準（GB/T 20234.3）使用連接器的尺寸較大，快速充電的功率最大可以到250 kW，其電流規格有80/125/200/250A，電壓則是750-1000V:36。比較常見的是50 kW或是較小功率的充電樁，其電壓是GB/T電壓下限750V，而電流額定則隨機種而不同。有些充電樁的插頭和GB/T 20234.3相同，但其電壓不依照GB/T 20234.3的規格，使用較低的電壓（例如500V）。
公頭的車端連接器外形也是較扁的圓形，類似交流充電的Type 2連接器。GB/T 20234.3規定的DC快充連接器，其標準外徑是65 mm，較扁一側的外徑為60.8 mm。其中有四個信號接腳：有二個是作為充電確認用（CC1 / CC2），另外二個是CAN bus通訊（S+ / S-）。此外，GB/T 20234.3連接器也有接供600 W，30V/20A的直流輔助電源（A+ / A-）。
截至2019年年，已售出的，具有直流快充功能的電動車中，有40%是使用GB/T 20234.3的充電介面，比第二名（Tesla專用介面，佔19%）要多很多，這也反映了中國的電動車銷售量。CCS（包括Combo1和Combo2）則是第三名，市佔率17%，其中也包括使用CCS Combo2充電介面的歐洲版Telsa，再者則是CHAdeMO（15%）。
最快充電速度除了受到充電樁額定功率的影響外，也有其他的限制因素，舉例如下：
- 若汽車電池電壓太低時，有些充電樁會受到其額定電流的限制，無法以最大功率進行充電。
- 有些汽車的電壓符合充電樁可以提供的最大電壓，而在全功率充電時會有發熱的問題，因此無法進行全功率充電。
- 若汽車的電壓比充電樁提供的電壓要高，則完全無法進行直流充電（例如，電壓是GB/T下限電壓750V的充電樁，就無法將800V的電池充電到額定電壓，不過有些直流快充的車輛（例如Hyundai E-GMP和Porsche Taycan）其中有昇壓轉換器，因此可以用較低的充電樁電壓進行充電[8]。

在GB/T 20234.3-2015標準提出後，很快就有使用者反應其鎖固系統運作不如預期，連接器很容易損壞。有計劃針對20234.3標準進行改版，但很明顯的需要一個新版，較可靠的連接器。截至2022年年，中国电力企业联合会（CEC）和CHAdeMO合作訂定新的ChaoJi充電標準，最大充電功率可以到900 kW，電流600A，電壓1500V。目前計劃用新的標準取代GB/T DC和CHAdeMO，配合轉接器，可以和GB/T DC, CHAdeMO和CCS等舊標準向後相容。

## 信號
國標充電標準的控制信號會透過CAN bus傳輸，GB/T 27930-2015主要會以SAE J1939通訊協定為基礎
，這部份和SAE J1772使用CC和CP控制信號，以及組合充電系統使用HomePlug電力線通訊規範不同。
控制信號會控制充電流程，包括開始交握、辨識、電流和電壓組態、開始充電以及暫停充電等。充電通訊定義在GB/T 27930-2015裡，使用數位信號，其通訊協定是CAN 2.0B，通訊速率為250 kbit/sec。在交握（handshaking）階段，S+/S-通訊端子會先接到車端，接著A+/A-輔助電源端子才會連接。充電樁上的EVSE會送交握信號到電動車的电池管理系统（BMS），確認S+/S-已連結，BMS回應正常之後，EVSE會開始絕緣監控，之後送出絕緣安全（insulation-safe）信號給BMS。BMS收到後，EVSE和BMS會進入「充電參數組態」階段，此一階段會由BMS送出電池充電相關的參數，EVSE會回應最大的輸出功率，BMS收到之後會評估電動車是否符合充電的條件，若是符合，會送出信號表示BMS已經就緒。接下來EVSE會檢查充電樁，若充電樁可以供電，也會送出信號。BMS收到之後，就進入充電階段。此一階段會由BMS送出開始充電的信號以及目前的電池狀態，EVSE會根據回授信號調整輸出，一直到任一方送出停止充電的信號為止。

## 外部連結
- . China Quality and Standards Publishing & Media Co., Ltd.   [2022-10-28]. （原始内容存档于2022-10-28） （中文）.
- . China Quality and Standards Publishing & Media Co., Ltd.   [2022-10-28]. （原始内容存档于2022-10-28） （中文）.
- . China Quality and Standards Publishing & Media Co., Ltd.   [2022-10-28]. （原始内容存档于2022-10-28） （中文）.
- . China Quality and Standards Publishing & Media Co., Ltd.   [2022-10-28]. （原始内容存档于2022-10-28） （中文）.
- . China Quality and Standards Publishing & Media Co., Ltd.   [2022-10-28]. （原始内容存档于2022-10-28） （中文）.
- . China Quality and Standards Publishing & Media Co., Ltd.   [2022-10-28]. （原始内容存档于2022-10-28） （中文）.
- . China Quality and Standards Publishing & Media Co., Ltd.   [2022-10-28]. （原始内容存档于2022-10-28） （中文）.